# MGM 그랜드 가든 아레나
MGM 그랜드 가든 아레나(영어: MGM Grand Garden Arena)는 미국 네바다주 패러다이스에 있는 MGM 그랜드 라스베이거스의 경기 시설이다. 경기장의 수용 인원은 17,157명이다.

## 개최된 프로레슬링 이벤트
- WCW 할로윈 해벅 1996 ~ 2000
- 올 엘리트 레슬링 더블 오 나씽 2019